# Judo Saga II
Judo Saga II (japonsko 續姿三四郎, Hepburn Zoku Sugata Sanshirō) je japonski akcijsko-dramski film iz leta 1945, ki ga je režiral in zanj napisal scenarij Akira Kurosava in temelji na romanu Sanširo Sugata Tomite Cunee. Snemanje je potekalo v začetku leta 1945, ob koncu druge svetovne vojne. V glavnih vlogah nastopajo Susumu Fudžita, Dendžiro Okoči, Kokuten Kodo in Rjunosuke Cukigata. 
Premierno je bil prikazan 3. maja 1945. Nekateri filmski zgodovinarji ga označujejo za prvo filmsko nadaljevanje z oznako II v naslovu, čeprav znak kanji 續 (Zoku) ni številka, ampak pomeni nadaljevanje. Za razliko od prvega filma Judo Saga, nadaljevanje velja za propagandni film.

## Vloge
- Dendžiro Okoči kot Šogoro Jano
- Susumu Fudžita kot Sanširo Sugata
- Rjunosuke Cukigata kot Gennosuke Higaki
- Akitake Kono kot Genzaburo Higaki
- Jukiko Todoroki kot Sajo
- Šodži Kijokava kot Judžiro Toda
- Masajuki Mori kot Jošima Dan
- Seidći Mijaguči kot Kohei Cuzaki
- Ko Išida kot Daisuburo Hidarimondži
- Kazu Hikari - Kihei Sekine
- Kokuten Kodo kot budistični menih
- Ičiro Sugai kot Jošizo Fubuki
- Osman Yusuf kot ameriški mornar
- Roy James kot William Lister